# دوغلاس د. هيس
دوغلاس د. هيس (بالإنجليزية: Douglas D. Hesse)‏ هو كاتب أمريكي، ولد في 25 يوليو 1956. وأستاذ للغة الإنجليزية تم انتخابه رئيسًا لثلاث منظمات وطنية لمحو الأمية: رئيس المجلس الوطني لمعلمي اللغة الإنجليزية (2016)، ورئيس مؤتمر تكوين الكلية والاتصالات (2005) ، ورئيس مجلس مديري برنامج الكتابة (1998-2000). 
تلقتى هيس تعليمه في مدارس ولاية أيوا الريفية، وحصلت على درجة البكالوريوس في اللغة الإنجليزية من جامعة أيوا عام 1967، ودرجة الماجستير في الكتابة عام 1980، ثم حصل على درجة الدكتوراه عام 1980. ثم قام بالتدريس في جامعة ولاية إلينوي، ثم جامعة دنفر، حيث يعمل أستاذًا للغة الإنجليزية والمدير التنفيذي لبرنامج الكتابة بها.